# Calendarul ebraic

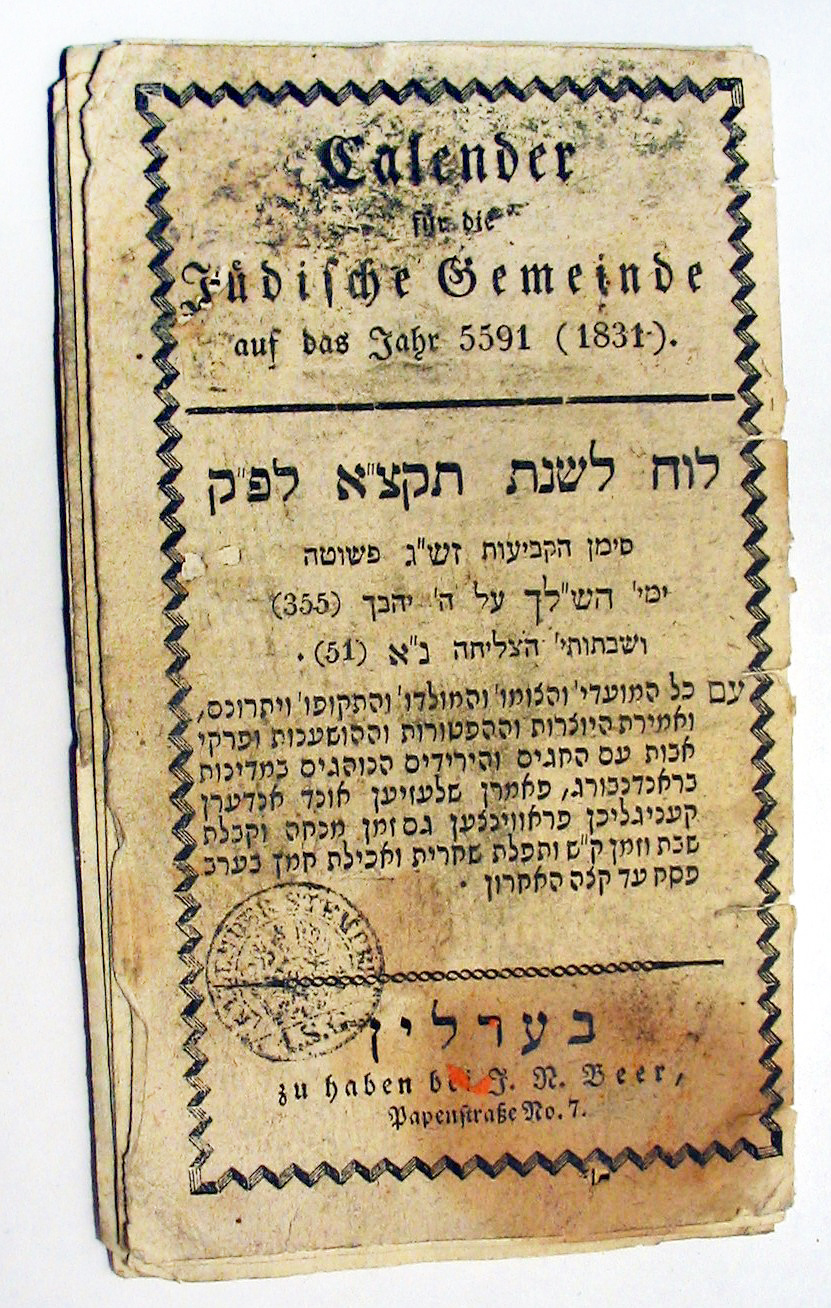
Calendar

Calendarul ebraic (in ebraică: הלוח העברי - haluach haivri) este calendarul anual folosit în religia iudaică. Ca și calendarul chinezesc, este un calendar luni-solar, care se bazează atât pe un ciclu lunar cât și pe unul solar (care definește anii). Aceasta contrastează cu calendarul gregorian, care sa bazează doar pe ciclul solar, sau cu calendarul musulman, care este pur lunar.

## Lunile actuale
Luna (în ebraică: חודש - hodeș) , derivă de la rădăcina cuvântului „nou” (חדש - hadaș). Acest lucru se datorează faptului că prima zi a fiecărei luni este întotdeauna prima zi a lunii noi . Aceasta este o declarație găsită în Tora (în cartea lui Șemot ). Aceasta este o regulă logică, deoarece este singura fază a lunii care poate fi determinată cu precizie fără a fi nevoie de instrumente sau de cunoștințe mai mari de astronomie . La înălțimea lunii noi, aceasta dispare complet și, a doua zi, vedem o mică dungă albă când privim spre vest la câteva minute după apus – care determină cu exactitate prima zi a lunii evreiești.
În vremurile biblice determinarea începutului lunii se realiza prin observarea directă a martorilor desemnați în acest scop, metodă urmată de caraiți până astăzi, care determină prima lună a anului ca Abib. În zilele noastre urmează un calcul care ia deja în considerare și alți parametri religioși adăugați de rabinii din timpul talmudului.
Ciclul lunar este de aproximativ 29 de zile și jumătate, ceea ce generează o alternanță de luni cu 29 sau 30 de zile. Durata medie a unei luni ebraice este de 29,5305941358 zile, foarte apropiată de luna sinodică (între două luni noi).

### Numele lunilor evreiești
| Ebraică        | Babilonian           | Durata în zile | Lună calendaristică | Lună religioasă | Note | Referințe biblice                                                                                         | Tribul lui Israel |
| -------------- | -------------------- | -------------- | ------------------- | --------------- | --- | --- | ----------------- |
| Tișrei (תשרי)  | araḫ tašrītu         | 30             | 1                   | 7               | Se numește Etanim (אתנ'ם) în Biblie.                                                                                       | 1 Regi 8:2                                                                                                | Efraim            |
| Heșvan (חשוון) | araḫ samna           | 29 sau 30      | 2                   | 8               | Cunoscut și ca Marcheshvan (מרחשוון). Se numește Bul (בול) în Biblie.                                                      | 1 Regi 6:38; 12:32,33; 1 Cronici 27:11                                                                    | Manase            |
| Kislev (כסלו)  | araḫ kislīmu         | 30 sau 29      | 3                   | 9               | | Neemia 1:1; Zaharia 7:1                                                                                   | Beniamin          |
| Tevet (טבת)    | araḫ ṭebētu (ṭebēlu) | 29             | 4                   | 10              | | Estera 2:16                                                                                               | Dan               |
| Șvat (שבט)     | araḫ šabaṭu          | 30             | 5                   | 11              | | Zaharia 1:7                                                                                               | Așer              |
| ‎ Adar (אדר)    | araḫ addaru (adār)   | 29             | 6                   | 12              | În anii bisecți, Adar I (אדר א) are 30 de zile și Adar II (אדר ב) are 29 de zile.                                          | Estera 3:7,13; 8:12; 9:1,15,17,19,21                                                                      | Neftali           |
| Nisan (ניסן)   | araḫ nisānnu         | 30             | 7                   | 1               | Se mai numește Abibe (אביב) în Biblie.                                                                                     | Exodul 13:4; 23:15; 34:18; Deuteronomul 16:1; Neemia 2:1; Estera 3:7                                      | Iuda              |
| Iyar (אייר)    | araḫ āru (ayāru)     | 29             | 8                   | 2               | Se numește Zive (זיו) în Biblie.                                                                                           | 1 Regi 6:1,37                                                                                             | Isahar            |
| Sivan (סיוון)  | araḫ simānu          | 30             | 9                   | 3               | | Estera 8:9                                                                                                | Zebulon           |
| Tammuz (תמוז)  | araḫ Dumuzu (Duʾūzu) | 29             | 10                  | 4               | La întoarcerea din exil în Babilon, evreii au început să folosească numele Tamuz pentru a desemna a patra lună religioasă. | Ezechiel 8:14                                                                                             | Ruben             |
| Av (אב)        | araḫ abu             | 30             | 11                  | 5               | Menționată doar ca „a cincea lună” în Biblie.                                                                              | Numeri 33:3,38; Ezra 7:8,9; 2 Regi 25:8; 1 Cronici 27:8; Ieremia 28:1; Ezechiel 20:1; Zaharia 7:3,5; 8:19 | Simeon            |
| Elul (אלול)    | araḫ ulūlu           | 29             | 12                  | 6               | | Neemia 6:15                                                                                               | Gad               |

### Heșvan și Kislev
În calendarul evreiesc actual, lunile sunt fixate printr-un calcul complex care ia în considerare o serie de factori, precum, de exemplu, determinarea talmudică că prima zi a anului nu poate cădea într-o duminică, miercuri sau sâmbătă. o vineri - sau alte reguli legate de ora exactă a lunii noi. Pentru o mai mare flexibilitate în calendar, s-a stabilit că lunile Heșvan și Kislev, conform ajustării necesare pentru începutul anului următor, pot avea fie 29, fie 30 de zile.
- Heșvan (29 de zile) și Kislev (29 de zile): luni incomplete (în ebraică: חודשים חסרים – hodașim haserim)
- Heșvan (29 de zile) și Kislev (30 de zile): luni regulate (în ebraică: חודשים כסדרם – hodașim kesidram)
- Heșvan (30 de zile) și Kislev (30 de zile): luni complete (în ebraică: חודשים שלמים – hodașim șelemim)

### Adar
Anul evreiesc trebuie ajustat periodic la ciclul solar datorită hotărârii Torei că luna nisan trebuie să cadă întotdeauna primăvara (a Israelului - emisfera nordică) sau, mai precis, conform stabilirii rabinii din timpul Talmudului - echinocțiul de primăvară trebuie să fie în luna nisan. Ciclul de ajustare este de nouăsprezece ani. Pentru această ajustare, este necesar să se determine diferența de zile dintre un an solar (aproximativ 365 de zile și 6 ore) și perioada de 12 luni lunare (aproximativ 354 de zile și 9 ore): este echivalent cu aproximativ 10 de zile și 21 ore. De aceea, la fiecare 2 sau 3 ani este necesar să se adauge o lună de 30 de zile (Adar I) după șvat.
Majoritatea desemnează în mod eronat Adar II drept luna intercalară când, în realitate, luna intercalară exactă este Adar I.
Sărbătorile observate (Purim, Bar Mițva etc.) în adar (ani obișnuiți) sunt în adar II (ani bisecți).
- Adar - luna obișnuită (apare în anii obișnuiți)
- Adar I - luna complementară (apare doar în anii bisecți)
- Adar II - luna obișnuită (este luna obișnuită amânată din cauza lunii complementară)

## Anul actual
Anul evreiesc actual este 5785 (în ebraică: ה'תשפ"ה) de la apusul soarelui din 2 octombrie 2024 până la apusul soarelui din 22 septembrie 2025 (calendarul gregorian).
1. Tișrei (30 de zile): de la apusul soarelui din 2 octombrie 2024 până la apusul soarelui din 1 noiembrie 2024
2. Heșvan (30 de zile): de la apusul soarelui din 1 noiembrie 2024 până la apusul soarelui din 1 decembrie 2024
3. Kislev (30 de zile): de la apusul soarelui din 1 decembrie 2024 până la apusul soarelui din 31 decembrie 2024
4. Tevet (29 de zile): de la apusul soarelui din 31 decembrie 2024 până la apusul soarelui din 29 ianuarie 2025
5. Șevat (30 de zile): de la apusul soarelui din 29 ianuarie 2025 până la apusul soarelui din 28 februarie 2025
6. Adar (29 de zile): de la apusul soarelui din 28 februarie 2025 până la apusul soarelui din 29 martie 2025
7. Nisan (30 de zile): de la apusul soarelui din 29 martie 2025 până la apusul soarelui din 28 aprilie 2025
8. Iyar (29 de zile): de la apusul soarelui din 28 aprilie 2025 până la apusul soarelui din 27 mai 2025
9. Sivan (30 de zile): de la apusul soarelui din 27 mai 2025 până la apusul soarelui din 26 iunie 2025
10. Tammuz (29 de zile): de la apusul soarelui din 26 iunie 2025 până la apusul soarelui din 25 iulie 2025
11. Av (30 de zile): de la apusul soarelui din 25 iulie 2025 până la apusul soarelui din 24 august 2025
12. Elul (29 de zile): de la apusul soarelui din 24 august 2025 până la apusul soarelui din 22 septembrie 2025

## Anul solar și anul lunar

### Epoca antică
În general se deosebesc două feluri de an, în funcție de baza calendarului: după mersul soarelui sau după mersul lunii.
- a) anul solar – de aproximativ 365 de zile și un sfert, număr care poate fi obținut prin diferite combinări de luni; astfel în Egipt erau 12 luni a câte 30 de zile, cărora li se adăugau 5 zile suplimentare; spre deosebire de calendarul gregorian (sau mai exact spus, calendarul iulian reformat), în care anul solar are 12 luni de câte 28/29, 30 și 31 de zile.
- b) anul lunar – bazat pe luni lunare (luni selenare) de câte 29 de zile și jumătate, ceea ce contează, deoarece totalul este de aproximativ numai 354 de zile; restul zilelor care se tot adună în fiecare an, face imposibilă orice corespondență între lună și anotimp, astfel că luna se mută de la un anotimp la altul, an de an (așa cum este de exemplu luna „Ramadan” în calendarul musulman și azi).

Să se evite această deplasare, deseori se folosea un an mixt: an solar și lunar; corectându-se astfel decalajul (între 2 ani se intercala, din când în când, câte o lună suplimentară; de obicei Abib) astfel ca luna lunară să cadă mereu – mai mult sau mai puțin – în același anotimp.

### Epoca dinainte de exil
Evreii, ca de altfel majoritatea semiților din antichitate, aveau un astfel de calendar bazat pe ciclul lunii (cf. Psalmul 104,19), dar corectat din când în când, în așa fel încât fiecare lună să cadă totdeauna în același anotimp. Într-adevăr, fiecare lună era o „lunațiune”. În antichitate numeau această perioadă de zile „lună” sau „lunațiune” (cf. Calendarul din Ghezar; Siracide 43,6-8); în ebraică yerah. Cu toate acestea, începând cam cu epoca monarhică, luna a fost numită cu ebraicul hodeș (nouă, lună nouă), deoarece în acea perioadă zilele erau numărate în raport cu luna nouă.
Caracterul lunar al anului iudaic reiese și din faptul că începutul fiecărei luni era determinat de observarea (vederea) directă a lunii noi și că în fiecare lună erau celebrate: sărbătoarea lunii noi și sărbătoarea lunii pline (ca în mai toate celelalte țări din Orientul Mijlociu).
Se observă, de altfel, că și azi principalele sărbători ebraice sunt celebrate în ziua (sau mai exact, în noaptea) cu lună plină: exemplul cel mai grăitor este Paștele.
Anul (ebr.: שנה - șana) ebraic avea 12 luni lunare (cf. 1 Regi 4,7; 1 Cronici 27,1-15; Geneză 52,31; Ezechiel 32,1; Daniel 4,26).
În cele mai vechi timpuri anul începea toamna (cf. Exod 23,16; 34,22) aproape de Sărbătoarea recoltei (cu privire la acest aspect sunt interesante și aluziile la „campaniile militare” care se verificau la „reîntoarcerea anului”: cf. 2 Samuel 11,1; 1 Regi 20,22,26; ceea ce corespundea mai mult sau mai puțin cu ritmul anului agricol, dat fiind faptul că cea mai mare parte a cultivatorilor pământului – excepție, culesul măslinelor – culegeau roadele câmpurilor prin septembrie). Ritmul lucrărilor agricole marca viața celor mai mulți israeliți și existau adevărate și proprii calendare agricole care indicau activitatea principală a fiecărei luni (cf. calendarul de la Ghezer).
La începutul epocii monarhice, însă, numele lunilor de origine cananee, par să fi fost puse în legătură cu fenomenele naturale: într-adevăr, cunoscute în mod cert sunt numai lunile: aviv (martie-aprilie); bul (octombrie-noiembrie); ziv (aprilie-mai) și eitanim (septembrie-octombrie), unii cercetători consideră că acestora li se poate adăuga și: „gib’ol” (februarie-martie, cf. Exod 9,31) și „’apilot” (alt apelativ al lunii aprilie-mai (?), cf. Exod 9,32), dar aceste ultime două propuneri rămân nesigure.
Anul și numele lunilor par să fi fost aceleași în Iudeea și în Israel; totuși, întrucât autoritatea politică trebuia să decidă intercalarea lunilor suplimentare, din când în când, ca astfel anul să rămână în ritmul anotimpurilor și cum cele două regiuni nu mai depindeau de o unică autoritate politică, se pare că a apărut foarte repede diferența de o lună între anul lui Israel și cel al lui Iuda (cf. 1 Regi 12,32).
Modul, obiceiul tradițional de a începe anul toamna și de a numi lunile conform fenomenelor naturale dispare în epoca monarhică (probabil prin sec. al VII-lea î.e.c.). dincolo de finalul cărților 1 Regi, 2 Regi și Ieremia, sfârșitul epocii monarhice, pentru a numi luna (lunațiuna) nu se mai folosește yerah ci hodes, iar fiecare lună în parte nu mai are un nume propriu, ci sunt desemnate cu numeralul ordinar: prima, a doua etc. – așa cum atestă clar ostraca din Tel Arad.
În plus, anul nu mai începe toamna dar primăvara (asemeni anului mesopotamic din acea perioadă). Ostraca din Tel Arad atestă cât se poate de clar că această schimbare a calendarului a fost și în Țara Israel înainte de exil.

### Epoca exilului și persană

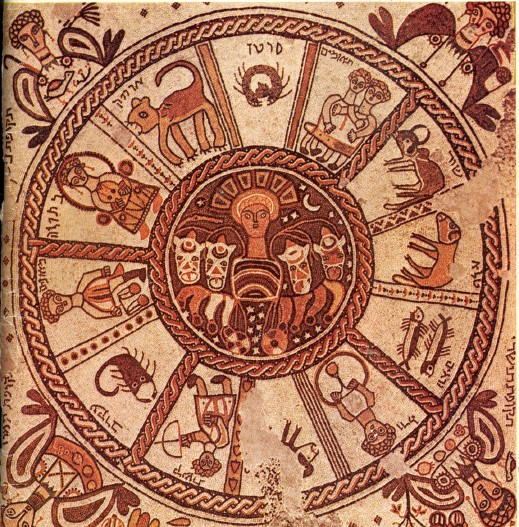
Calendar astronomic

Exilul și redactarea sacerdotală a textelor din acea vreme nu fac altceva decât să confirme această schimbare fundamentală a calendarului. Într-adevăr, a început să se folosească apelativele babiloniene a diferitor luni: Nisan, Iyar, Sivan, Tamuz, Av, Elul, Tișri, Heșvan, Kislev, Tevet, Șvat și Adar; intercalarea unei luni suplimentare se realizează – în general – la sfârșitul anului adăugându-se a doua lună adar: weadar.
În epoca exilului influența astronomiei mesopotamiene s-a făcut simțită clar asupra redactării sacerdotale, care acordă mare importanță datărilor; între altele dă și numărul de zile al anului solar indicând viața „patriarhului” Enoh de 365 de ani (cf. Geneză 5,23).
Se pare că în Babilon, pe la 480 î.e.c., a fost fixat ciclul de 19 ani, care conține adăugarea a 7 luni weadar, ca să coincidă anul lunar cu cel an solar. În calendarul ebraic acest ciclu va fi recunoscut și aplicat oficial numai din a doua jumătate a sec. al IV-lea î.e.c.; în mod neoficial, însă, a fost aplicat cu mult înainte.

### Epoca elenistă
Începând cu epoca elenistă, folosirea calendarului seleucid și a numelui macedonian al lunilor este atestat sporadic în cărțile târzii (cf. 2 Macabei 11,21.30.33.38; Tobia 2,12): Distro; Xantico; Dioscurințio.
Pentru aceeași perioadă scrierile de la Qumran, în suluri precum: Cartea lui Enoh etiopiană, Cartea Jubileelor ș.a., transmit un calendar total diferit stât de cel sacerdotal cât și de cel seleucid: în mod esențial era un calendar aproape în întregime solar, compus din 364 de zile bazat pe ritmul săptămânii; anul avea 52 de săptămâni, împărțite în 3 trimestre de 14 săptămâni fiecare cu luni a câte 29, 30 și 31 de zile.
Cu acest fel de calendar sărbătorile reveneau mereu în aceeași zi a săptămânii.

### Anul religios
Același unic an, numit însă religios deoarece era ritmat de sărbători. Aceste sărbători, la origine deseori legate de activitățile pastorale și agricole, cu unele mici modificări și adaptăriile inerente, a reușit să se păstreze în decursul istoriei în pofida concepțiilor diferite ale anului (cum s-a văzut mai sus).
Astfel, Sărbătoarea Paștelui, în care era sacrificat un miel și căreia îi era asociată Sărbătoarea Azimilor (cf. Exod 12,1-20) și oferta primului snop (cf. Levitic 23,10) la începutul secerișului, este fixată la luna plină a primăverii, în ziua a 14 a lunii abib, lună care este precizată ca „prima lună a anului” (cf. Exod 12,2; Levitic 23,5) și care, în cartea Estera (3,7) este identificată ca fiind luna nisan.
Calendarul sărbătorilor ebraice este:
- Anul Nou Biblic - 1 Nisan
- Pesah - Sărbătoarea Paștelui, 14–21 Nisan
- Șavuot - Sărbătoarea Săptămânilor sau a Recoltei sau Pentecoste (Cincizecime, la 50 de zile de la Pesah), 6 Sivan
- Roș haȘana - Ziua Trâmbițelor, 1–2 Tișrei
- Iom Kipur – Ziua Ispășirii o Zi de post, 10 Tișrei
- Sucot – „Sărbătoarea Corturilor” sau „Tabernacolelor”, 15–22 Tișrei

La sărbătorile Pesah, Șavuot și Sucot credincioșii trebuiau să facă pelerinaj la Ierusalim.
- Hoșana Rabba (הושענה רבה) -  Ultima zi a Sărbătorii Corturilor se numește „Marea Salvare” (Hoșana Raba), 21 Tișrei
- Șmini Ațeret (שמיני עצרת) - „Adunarea din Ziua a Opta”, vine imediat după a șaptea zi din Sucot, nu este parte din Sărbătoarea Corturilor, 22 Tișrei
- Simhat Torá - „Bucuria Torei”, sărbătoare cu care se încheie Sărbătoarea Corturilor, 23 Tișrei

Acestea sunt așa numitele „sărbători fericite”.
- Ta'anit Ester - Postul Esterei, 13 Adar (11 Adar dacă 13 Adar cade în șabat)
- Țom 10 Tevet - Postul din ziua de 10 Tevet, zi în care
- Țom 17 Tammuz – Postul din 17 Tammuz, zi în care
- Tisha B'Av - „Ziua Plângerii”, 9 Av
- Țom Behorot - Postul întâi-născuților
- Țom Ghedalia - Postul Ghedalia, în ziua de 3 Tișrei

Acestea sunt zilele de penitență națională, din care bineînțeles că nu lipsește Iom Kipur, prezentată în rândul sărbătorilor de primul rang. Urmează apoi o serie de sărbători numite „mici”, întrucât nu sunt atât de coercitive ca celelalte:
- Tu Bishvat - anul nou al copacilor, 15 Șvat
- Purim - 14–15 Adar
- Lag Baomer
- Hanuka - Sărbătoarea Luminii, 25 Kislev–2 sau 3 Tevet.

Iudaismul contemporan mai cunoaște – cum e și firesc – o serie de sărbători\zile de memorie, care chiar dacă nu sunt strict religioase, pentru poporul Alianței nu pot fi total rupte de credința și existența sa de popor consacrat. Aceste sărbători\zile de memorie sunt:
- Iom haȘoah - Ziua celor uciși în Holocaust, 27 Nisan
- Iom haZikaron - ziua memoriei, a neuitării, celor care au murit în războaiele Israeliene, 4 Iyar
- Iom haAțmaut - ziua Independenței Statului Israel, 5 Iyar
- Iom Ierușalaim - ziua Ierusalimului, 28 Iyar

Alte zile importante:
- Șabat - sămbâta
- Roș Hodeș - prima zi a lunii, luna nouă

O importanță deosebită au două zile de post: 17 Tammuz și 9 Av – ambele în legătură cu distrugerea Templului.
O perioadă de pregătire preceda Paștele, mai exact 4 sâmbete în luna lui adar. Este fosrte posibil ca într-un trecut foarte îndepărtat această pregătire pentru Paști să fi început în luna a unsprezecea (Șevat), numit în Mișna Anul Nou al copacilor.
O altă perioadă de pregătire preceda Sărbătoarea Corturilor, întreaga lună a șasea (elul). După opinia unor cercetători chiar și o parte din luna a cincea (Av).
În Biblie, moartea lui Aron este comemorată în prima zi a lunii a cincea (cf. Numeri 33,38) iar moartea lui Moise în prima zi a lunii a unsprezecea (cf. Deuteronom 1,3). S-ar putea ca în legătură cu aceste două date Samaritenii celebrează până și azi așa-numitele zimmut („conjuncțiile”) cu două luni înaintea Paștelui și, respectiv, două luni înaintea Corturilor.

### Anul climateric
Din punct de vedere al anotimpurilor, anul climateric palestinian este împărțit în două anotimpuri (cf. Geneză 8,22; Psalmul 74,17):
- anotimpul cald, sau secetos (ebr. „quayis”, care corespunde verii tropicale și
- anotimpul ploios (ebr. „setav” cf. Cântarea Cântărilor 2,11), sau rece, friguros (ebr. „horep”), care corespunde sfârșitului toamnei și toată iarna tropicală.

Cei înstăriți („bogații”) își puteau adapta viața acestor două anotimpuri construindu-și o casă pentru vară și una pentru iarnă (cf. Amos 3,15; Ieremia 36,22).

### Anul regal
Anul regal, în general, începea odată cu venirea noului rege și încoronarea (ungerea) sa, chiar dacă acest eveniment se realiza în timp ce tatăl mai era încă în viață.
Stând atenți la cele câteva indicii, se pare că anul în care avea loc încoronarea însemna „primul an”.
Indicarea datei cu anul regal (fie că este vorba de regii din Iudeea sau cei din Israel, cf. ostraka din Samaria, fie de regii persani, după exil cf. papirusurile wadi de la Daliyeh, sau de Marii Preoți asmodei), era modul obișnuit de datare a documentelor administrative în Palestina antică și, grație acestui mod, astăzi poate fi stabilită cronologia vremii.

## Clasificarea anilor evreiești în funcție de numărul de zile
Un an ebraic poate fi de la 353 la 385 zile.
Anii sunt clasificați ca anii obișnuiți și anii bisecți.
Anii obișnuiți au 12 luni și, datorită variației zilelor lunilor heșvan și kislev, pot avea 353, 354 sau 355 de zile.
Anii bisecți au o lună complementară adar și au, de asemenea, variații de zi în lunile heșvan și kislev. Aceasta înseamnă că anii bisecți pot avea 383, 384 sau 385 de zile.
- 353 de zile: 29 de zile (Heșvan), 29 de zile (Kislev) și 29 de zile (Adar)
- 354 de zile: 29 de zile (Heșvan), 30 de zile (Kislev) și 29 de zile (Adar)
- 355 de zile: 30 de zile (Heșvan), 30 de zile (Kislev) și 29 de zile (Adar)
- 383 de zile: 29 de zile (Heșvan), 29 de zile (Kislev), 30 de zile (Adar I) și 29 de zile (Adar II)
- 384 de zile: 29 de zile (Heșvan), 30 de zile (Kislev), 30 de zile (Adar I) și 29 de zile (Adar II)
- 385 de zile: 30 de zile (Heșvan), 30 de zile (Kislev), 30 de zile (Adar I) și 29 de zile (Adar II)

Variațiile „anii obișnuiți” (cu 353, 354 sau 355 de zile) și „anii bisecți” (cu 383, 384 sau 385 de zile) se numesc haserah(in ebraică: חסרה), kesidrah (in ebraică: כסדרה) și șelemah (in ebraică: שלמה), traducând respectiv, „deficient” , „regular”  și „complet” .
- Lipsă sau incomplet (în ebraică: חסרה – haserah): 353 de zile (an comun) și 383 de zile (an embolismic);
- Regulat (în ebraică: כסדרה – kesidrah): 354 de zile (an comun) și 384 de zile (an embolismic);
- Complet (în ebraică: שלמה – șelemah): 355 de zile (an comun) și 385 de zile (an embolismic).

### Frecvența numărului de zile în perioada 5661–5760
Frecvența:
- 353 de zile: 5675, 5683, 5690, 5699, 5710, 5726, 5737 și 5753 (8%)
- 354 de zile: 5664, 5667, 5671, 5674, 5677, 5680, 5688, 5691, 5694, 5697, 5701, 5704, 5707, 5715, 5718, 5721, 5724, 5728, 5731, 5735, 5742, 5745, 5748, 5751 și 5758 (25%)
- 355 de zile: 5661, 5663, 5666, 5669, 5672, 5678, 5682, 5685, 5686, 5693, 5696, 5702, 5705, 5709, 5712, 5713, 5716, 5720, 5723, 5729, 5732, 5734, 5739, 5740, 5743, 5747, 5750, 5754, 5756 și 5759 (30%)
- 383 de zile: 5662, 5668, 5670, 5679, 5687, 5695, 5703, 5706, 5714, 5719, 5722, 5730, 5733, 5741, 5746, 5749 și 5757 (17%)
- 384 de zile: 5684, 5711, 5738 și 5755 (4%)
- 385 de zile: 5665, 5673, 5676, 5681, 5689, 5692, 5698, 5700, 5708, 5717, 5725, 5727, 5736, 5744, 5752 și 5760 (16%)

### Frecvența numărului de zile în perioada 5761–5860
Frecvența:
- 353 de zile: 5761, 5773, 5777, 5781, 5797, 5804, 5808, 5824, 5835, 5851 și 5859 (11%)
- 354 de zile: 5762, 5766, 5769, 5772, 5775, 5778, 5786, 5789, 5792, 5796, 5799, 5802, 5813, 5816, 5819, 5823, 5826, 5829, 5840, 5843, 5846, 5849, 5853 și 5856 (24%)
- 355 de zile: 5764, 5767, 5770, 5780, 5783, 5785, 5788, 5791, 5794, 5800, 5805, 5807, 5810, 5811, 5815, 5818, 5821, 5827, 5830, 5832, 5834, 5837, 5838, 5842, 5845, 5848, 5854 și 5857 (28%)
- 383 de zile: 5765, 5768, 5784, 5790, 5793, 5801, 5812, 5817, 5820, 5828, 5831, 5839, 5844, 5847 și 5855 (15%)
- 384 de zile: 5782, 5806, 5809, 5833, 5836 și 5860 (6%)
- 385 de zile: 5763, 5771, 5774, 5776, 5779, 5787, 5795, 5798, 5803, 5814, 5822, 5825, 5841, 5850, 5852 și 5858 (16%)

### Jumătatea anului
Jumătatea anului civil:
- 353 de zile: 1 Nisan (ziua a 177-a)
- 354 de zile: 29 Adar (ziua a 177-a)
- 355 de zile: 29 Adar (ziua a 178-a)
- 383 de zile: 15 Adar II (ziua a 192-a)
- 384 de zile: 14 Adar II (ziua a 192-a)
- 385 de zile: 14 Adar II (ziua a 193-a)

Jumătatea anului religios:
- 353 de zile: 29 Elul (ziua a 177-a)
- 354 de zile: 29 Elul (ziua a 177-a)
- 355 de zile: 1 Tishri (ziua a 178-a)
- 383 de zile: 15 Tishri (ziua a 192-a)
- 384 de zile: 15 Tishri (ziua a 192-a)
- 385 de zile: 16 Tishri (ziua a 193-a)

## Ciclu de 19 ani
Anii bisecți apar de șapte ori într-un ciclu de 19 ani (în anii 3, 6, 8, 11, 14, 17 și 19 ai acestui ciclu).
Acest ciclu se bazează pe observarea anuală a lunii noi care începe într-o anumită lună pe o perioadă de 19 ani. 
Ciclul actual a început în 5777 și se va încheia în 5795 și corespunde celui de-al 305-lea ciclu.
Schema: an obișnuit → an obișnuit → an bisect → an obișnuit → an obișnuit → an bisect → an obișnuit → an bisect → an obișnuit → an obișnuit → an bisect → an obișnuit → an obișnuit → an bisect → an obișnuit → an obișnuit → an bisect → an obișnuit → an bisect
- 298-lea ciclu (calendar ebraic: de la 1 Tișrei 5644 până la 29 Elul 5662; calendar gregorian: de la apusul soarelui din 1 octombrie 1883 până la apusul soarelui din 1 octombrie 1902): 5644, 5645, 5646, 5647, 5648, 5649, 5650, 5651, 5652, 5653, 5654, 5655, 5656, 5657, 5658, 5659, 5660, 5661 și 5662
- 299-lea ciclu (calendar ebraic: de la 1 Tișrei 5663 până la 29 Elul 5681; calendar gregorian: de la apusul soarelui din 1 octombrie 1902 până la apusul soarelui din 2 octombrie 1921): 5663, 5664, 5665, 5666, 5667, 5668, 5669, 5670, 5671, 5672, 5673, 5674, 5675, 5676, 5677, 5678, 5679, 5680 și 5681
- 300-lea ciclu (calendar ebraic: de la 1 Tișrei 5682 până la 29 Elul 5700; calendar gregorian: de la apusul soarelui din 2 octombrie 1921 până la apusul soarelui din 2 octombrie 1940): 5682, 5683, 5684, 5685, 5686, 5687, 5688, 5689, 5690, 5691, 5692, 5693, 5694, 5695, 5696, 5697, 5698, 5699 și 5700
- 301-lea ciclu (calendar ebraic: de la 1 Tișrei 5701 până la 29 Elul 5719; calendar gregorian: de la apusul soarelui din 2 octombrie 1940 până la apusul soarelui din 2 octombrie 1959): 5701, 5702, 5703, 5704, 5705, 5706, 5707, 5708, 5709, 5710, 5711, 5712, 5713, 5714, 5715, 5716, 5717, 5718 și 5719
- 302-lea ciclu (calendar ebraic: de la 1 Tișrei 5720 până la 29 Elul 5738; calendar gregorian: de la apusul soarelui din 2 octombrie 1959 până la apusul soarelui din 1 octombrie 1978): 5720, 5721, 5722, 5723, 5724, 5725, 5726, 5727, 5728, 5729, 5730, 5731, 5732, 5733, 5734, 5735, 5736, 5737 și 5738
- 303-lea ciclu (calendar ebraic: de la 1 Tișrei 5739 până la 29 Elul 5757; calendar gregorian: de la apusul soarelui din 1 octombrie 1978 până la apusul soarelui din 1 octombrie 1997): 5739, 5740, 5741, 5742, 5743, 5744, 5745, 5746, 5747, 5748, 5749, 5750, 5751, 5752, 5753, 5754, 5755, 5756 și 5757
- 304-lea ciclu (calendar ebraic: de la 1 Tișrei 5758 până la 29 Elul 5776; calendar gregorian: de la apusul soarelui din 1 octombrie 1997 până la apusul soarelui din 2 octombrie 2016): 5758, 5759, 5760, 5761, 5762, 5763, 5764, 5765, 5766, 5767, 5768, 5769, 5770, 5771, 5772, 5773, 5774, 5775 și 5776
- 305-lea ciclu (calendar ebraic: de la 1 Tișrei 5777 până la 29 Elul 5795; calendar gregorian: de la apusul soarelui din 2 octombrie 2016 până la apusul soarelui din 3 octombrie 2035): 5777, 5778, 5779, 5780, 5781, 5782, 5783, 5784, 5785, 5786, 5787, 5788, 5789, 5790, 5791, 5792, 5793, 5794 și 5795
- 306-lea ciclu (calendar ebraic: de la 1 Tișrei 5796 până la 29 Elul 5814; calendar gregorian: de la apusul soarelui din 3 octombrie 2035 până la apusul soarelui din 2 octombrie 2054): 5796, 5797, 5798, 5799, 5800, 5801, 5802, 5803, 5804, 5805, 5806, 5807, 5808, 5809, 5810, 5811, 5812, 5813 și 5814
- 307-lea ciclu (calendar ebraic: de la 1 Tișrei 5815 până la 29 Elul 5833; calendar gregorian: de la apusul soarelui din 2 octombrie 2054 până la apusul soarelui din 1 octombrie 2073): 5815, 5816, 5817, 5818, 5819, 5820, 5821, 5822, 5823, 5824, 5825, 5826, 5827, 5828, 5829, 5830, 5831, 5832 și 5833
- 308-lea ciclu (calendar ebraic: de la 1 Tișrei 5834 până la 29 Elul 5852; calendar gregorian: de la apusul soarelui din 1 octombrie 2073 până la apusul soarelui din 1 octombrie 2092): 5834, 5835, 5836, 5837, 5838, 5839, 5840, 5841, 5842, 5843, 5844, 5845, 5846, 5847, 5848, 5849, 5850, 5851 și 5852
- 309-lea ciclu (calendar ebraic: de la 1 Tișrei 5853 până la 29 Elul 5871; calendar gregorian: de la apusul soarelui din 1 octombrie 2092 până la apusul soarelui din 2 octombrie 2111): 5853, 5854, 5855, 5856, 5857, 5858, 5859, 5860, 5861, 5862, 5863, 5864, 5865, 5866, 5867, 5868, 5869, 5870 și 5871

## Secolele
Secolele din calendarul evreiesc urmează aceeași logică ca cele din calendarul gregorian: 1–100 (secolul I), 101–200 (secolul II) și așa mai departe.
- Secolul LVII: 1 Tishri 5601 – 29 Elul 5700 (calendar evreiesc); de la apusul soarelui din 27 septembrie 1840 până la apusul soarelui din 2 octombrie 1940 (calendar gregorian)
- Secolul LVIII: 1 Tishri 5701 – 29 Elul 5800 (calendar evreiesc); de la apusul soarelui din 2 octombrie 1940 până la apusul soarelui din 7 septembrie 2040 (calendar gregorian)
- Secolul LIX: 1 Tishri 5801 – 29 Elul 5900 (calendar evreiesc); de la apusul soarelui din 7 septembrie 2040 până la apusul soarelui din 11 septembrie 2140 (calendar gregorian)

## Perioada lunilor evreiești (5761–5860)
În timpul secolului XXI al Era Noastră (calendarul gregorian), lunile evreiești sunt în această perioadă:
| Lunile  | Începutul lunii ebraice (ani obișnuiți) | Sfârșitul lunii ebraice (ani obișnuiți) | Începutul lunii ebraice (ani bisecți) | Sfârșitul lunii ebraice (ani bisecți) |
| ------- | --------------------------------------- | --------------------------------------- | ------------------------------------- | ------------------------------------- |
| Tișrei  | 15 septembrie–4 octombrie               | 15 octombrie–3 noiembrie                | 4 septembrie–15 septembrie            | 4 octombrie–15 octombrie              |
| Heșvan  | 15 octombrie–3 noiembrie                | 13 noiembrie–2 decembrie                | 4 octombrie–15 octombrie              | 3 noiembrie–13 noiembrie              |
| Kislev  | 13 noiembrie–2 decembrie                | 13 decembrie–1 ianuarie                 | 3 noiembrie–14 noiembrie              | 2 decembrie–13 decembrie              |
| Tevet   | 13 decembrie–1 ianuarie                 | 11 ianuarie–30 ianuarie                 | 2 decembrie–13 decembrie              | 31 decembrie–11 ianuarie              |
| Șvat    | 11 ianuarie–31 ianuarie                 | 10 februarie–1 martie                   | 31 dicembre–11 ianuarie               | 30 gennaio–10 februarie               |
| Adar    | 10 februarie–1 martie                   | 11 martie–30 martie                     | -                                     | -                                     |
| Adar I  | -                                       | -                                       | 30 gennaio–10 februarie               | 1 martie–12 martie                    |
| Adar II | -                                       | -                                       | 1 martie–12 martie                    | 30 martie–10 aprilie                  |
| Nisan   | 11 martie–30 martie                     | 10 aprilie–29 aprilie                   | 30 martie–10 aprilie                  | 29 aprilie–10 mai                     |
| Iyyar   | 10 aprilie–29 aprilie                   | 9 mai–28 mai                            | 29 aprilie–10 mai                     | 28 mai–8 iunie                        |
| Sivan   | 9 mai–28 maggio                         | 8 iunie–27 iunie                        | 28 mai–8 iunie                        | 27 iunie–8 iulie                      |
| Tammuz  | 8 iunie–27 iunie                        | 7 iulie–26 iulie                        | 27 iunie–8 iulie                      | 26 iulie–6 august                     |
| Av      | 7 iulie–26 iulie                        | 6 august–25 august                      | 26 iulie–6 august                     | 25 august–5 settembre                 |
| Elul    | 6 august–25 august                      | 4 septembrie–23 septembrie              | 25 august–5 septembrie                | 23 septembrie–4 octombrie             |

## Coincidența lunilor calendarului evreiesc începând cu aceeași zi 1 din lunile calendarului gregorian
| Data (calendar ebraic)                                        | Data (calendar gregorian)                                       |
| ------------------------------------------------------------- | --------------------------------------------------------------- |
| 1 Tișrei 5693, 5712, 5731, 5807, 5826                         | 1 octombrie 1932, 1951, 1970, 2046, 2065                        |
| 1 Heșvan 5663, 5674, 5739, 5758, 5788, 5834, 5853             | 1 noiembrie 1902, 1913, 1978, 1997, 2027, 2073, 2092            |
| 1 Kislev 5663, 5701, 5739, 5777, 5788, 5834                   | 1 decembrie 1902, 1940, 1978, 2016, 2027, 2073                  |
| 1 Tevet 5671, 5682, 5690, 5720, 5766, 5785, 5796, 5805, 5815  | 1 ianuarie 1911, 1922, 1930, 1960, 2006, 2025, 2036, 2044, 2055 |
| 1 Șvat 5793, 5831                                             | 1 ianuarie 2033, 2071                                           |
| 1 Adar I 5679, 5755, 5774, 5812, 5850                         | 1 februarie 1919, 1995, 2014, 2052, 2090                        |
| 1 Adar 5671, 5682, 5690, 5728, 5766, 5785, 5815               | 1 martie 1911, 1922, 1930, 1968, 2006, 2025, 2055               |
| 1 Nisan 5679, 5736, 5755, 5774, 5820, 5850                    | 1 aprilie 1919, 1976, 1995, 2014, 2060, 2090                    |
| 1 Iyar 5679, 5736, 5755, 5774,5820, 5850                      | 1 mai 1919, 1976, 1995, 2014, 2060, 2090                        |
| 1 Sivan 5687, 5725, 5733, 5744, 5763, 5809, 5828, 5847, 5858  | 1 iunie 1927, 1965, 1973, 1984, 2003, 2049, 2068, 2087, 2098    |
| 1 Tammuz 5687, 5725, 5733, 5744, 5763, 5809, 5828, 5847, 5858 | 1 iulie 1927, 1965, 1973, 1984, 2003, 2049, 2068, 2087, 2098    |
| 1 Av 5684, 5722, 5741, 5771, 5817, 5855                       | 1 august 1924, 1962, 1981, 2011, 2057, 2095                     |
| 1 Elul 5665, 5703, 5749, 5760, 5768, 5779, 5798, 5844         | 1 septembrie 1905, 1943, 1989, 2000, 2008, 2019, 2038, 2084     |

## Data anului curent și anii anteriori/următorii
Pentru a calcula anul evreiesc, adăugați pur și simplu 3760 la anul calendaristic gregorian. 
De la începutul anului calendaristic evreiesc, care are loc între septembrie și octombrie, 3761 se adaugă până la 31 decembrie a aceluiași an.
Formulă și exemplu:
an (calendarul gregorian) + 3760 (de la 1 ianuarie până la sfârșitul anului calendaristic evreiesc) ⇔ 2025 + 3760 = 5785
an (calendarul gregorian) + 3761 (de la începutul anului calendaristic evreiesc până la 31 decembrie) ⇔ 2025 + 3761 = 5786

## Zilele săptămânii
| Ebraică                | Zi       | Număr | Abreviere în ebraică |
| ---------------------- | -------- | ----- | -------------------- |
| יום ראשון (iom rișon)  | duminică | 1     | א                    |
| יום שני (iom șeni)     | luni     | 2     | ב                    |
| יום שלישי (iom shliși) | marți    | 3     | ג                    |
| יום רביעי (iom reviʻi) | miercuri | 4     | ד                    |
| יום חמישי (iom hamiși) | joi      | 5     | ה                    |
| יום שישי (iom șiși)    | vineri   | 6     | ו                    |
| שבת (șabat)            | sâmbătă  | 7     | שבת                  |

Un an poate avea:
- 50 de săptămâni complete + 3 zile (50 × 7 + 3) = 353 de zile
- 50 de săptămâni complete + 4 zile (50 × 7 + 4) = 354 de zile
- 50 de săptămâni complete + 5 zile (50 × 7 + 5) = 355 de zile
- 54 de săptămâni complete + 5 zile (54 × 7 + 5) = 383 de zile
- 54 de săptămâni complete + 6 zile (54 × 7 + 6) = 384 de zile
- 55 de săptămâni complete (55 × 7) = 385 de zile

### Zilele săptămânii (începutul lunilor)
Conform Torei, luna nissan trebuie să cadă întotdeauna în primăvară (în Israel - emisfera nordică) și conform tradiției talmudice, Roș Hașana nu poate începe într-o zi de duminică, miercuri sau vineri, Iom Kipur nu poate să cadă într-o vineri sau duminică și Purim nu poate să aibă loc într-o zi de luni sau sâmbătă. 
Din aceste motive, fiecare lună începe în următoarele zile de mai jos:
- 1 Tișrei: luni, marți, joi și sâmbătă
- 1 Heșvan: luni, miercuri, joi și sâmbătă
- 1 Kislev: duminică, luni, marți, miercuri, joi și vineri
- 1Tevet: duminică, luni, marți, miercuri și vineri
- 1 Șevat: luni, marți, miercuri, joi și sâmbătă
- 1 Adar: luni, miercuri, vineri și sâmbătă
- 1 Adar I: luni, miercuri, joi și sâmbătă
- 1 Adar II: luni, miercuri, vineri și sâmbătă
- 1 Nisan: duminică, marți, joi și sâmbătă
- 1 Iyar: luni, marți, joi și sâmbătă
- 1 Sivan: duminică, marți, miercuri și vineri
- 1 Tammuz: duminică, marți, joi și vineri
- 1 Av: luni, miercuri, vineri și sâmbătă
- 1 Elul: duminică, luni, miercuri și vineri

### Frecvența zilelor săptămânii în prima zi a fiecărei luni în perioada 5661–5760
Frecvența:
- Tișrei: luni (28 ori), marți (11 ori), joi (31 ori) și sâmbătă (30 ori)
- Heșvan: luni (30 ori), miercuri (28 ori), joi (11 ori) și sâmbătă (31 ori)
- Kislev: duminică (22 ori), luni (9 ori), marți (11 ori), miercuri (19 ori), joi (10 ori) și vineri (29 ori)
- Tevet: duminică (29 ori), luni (4 ori), marți (18 ori), miercuri (20 ori) și vineri (29 ori)
- Șevat: luni (29 ori), marți (4 ori), miercuri (18 ori), joi (20 ori) și sâmbătă (29 ori)
- Adar: luni (18 ori), miercuri (20 ori), vineri (18 ori) și sâmbătă (7 ori)
- Adar I: luni (11 ori), miercuri (9 ori), joi (4 ori) și sâmbătă (13 ori)
- Adar II: luni (13 ori), miercuri (11 ori), vineri (9 ori) și sâmbătă (4 ori)
- Nisan: duminică (11 ori), marți (31 ori), joi (31 ori) și sâmbătă (27 ori)
- Iyar: luni (27 ori), marți (11 ori), joi (31 ori) și sâmbătă (31 ori)
- Sivan: duminică (31 ori), marți (27 ori), miercuri (11 ori) și vineri (31 ori)
- Tammuz: duminică (31 ori), marți (31 ori), joi (27 ori) și vineri (11 ori)
- Av: luni (31 ori), miercuri (31 ori), vineri (27 ori) și sâmbătă (11 ori)
- Elul: duminică (27 ori), luni (11 ori), miercuri (31 ori) și vineri (31 ori)

### Frecvența zilelor săptămânii în prima zi a fiecărei luni în perioada 5761–5860
Frecvența:
- Tișrei: luni (27 ori), marți (12 ori), joi (32 ori) și sâmbătă (29 ori)
- Heșvan: luni (29 ori), miercuri (27 ori), joi (12 ori) și sâmbătă (32 ori)
- Kislev: duminică (22 ori), luni (10 ori), marți (10 ori), miercuri (19 ori), joi (12 ori) și vineri (27 ori)
- Tevet: duminică (27 ori), luni (4 ori), marți (18 ori), miercuri (20 ori) și vineri (31 ori)
- Șevat: luni (27 ori), marți (4 ori), miercuri (18 ori), joi (20 ori) și sâmbătă (31 ori)
- Adar: luni (20 ori), miercuri (17 ori), vineri (18 ori) și sâmbătă (8 ori)
- Adar I: luni (11 ori), miercuri (10 ori), joi (4 ori) și sâmbătă (12 ori)
- Adar II: luni (12 ori), miercuri (11 ori), vineri (10 ori) și sâmbătă (4 ori)
- Nisan: duminică (12 ori), marți (32 ori), joi (28 ori) și sâmbătă (28 ori)
- Iyar: luni (28 ori), marți (12 ori), joi (32 ori) și sâmbătă (28 ori)
- Sivan: duminică (28 ori), marți (28 ori), miercuri (12 ori) și vineri (32 ori)
- Tammuz: duminică (32 ori), marți (28 ori), joi (28 ori) și vineri (12 ori)
- Av: luni (32 ori), miercuri (28 ori), vineri (28 ori) și sâmbătă (12 ori)
- Elul: duminică (28 ori), luni (12 ori), miercuri (32 ori) și vineri (28 ori)

## Zilele din calendarul evreiesc
Zilele, conform relatărilor din Cartea Genezei, încep după apus și se termină la apus.
Exemplu:
10 Adar 5767
- Calendarul evreiesc prezintă această dată integral, 10 Adar 5767, iar evreii consideră că durata ei este de la apus până la apus.
- Un calendar simplu comparativ evreiesc/gregorian afișează această dată astfel: 10 Adar 5767 ⇔ 28 februarie 2007.
- În scop practic, un calendar comparativ simplificat ia în calcul doar ziua cu cea mai lungă durată (perioada de la miezul nopții până la apus). Există însă numeroase calendare și site-uri web specializate care indică ora apusului și alte informații detaliate.
- Pe baza informațiilor prezentate, vedem că 10 Adar 5767, în raport cu calendarul gregorian, a început exact după apusul soarelui în data de 27 februarie 2007 și s-a încheiat la apusul soarelui în data de 28 februarie 2007.

### Apus și Venirea Nopții
Apus (în ebraică: שקיעת החמה - Șkiat Hachama) este momentul în care ultima rază de soare dispare sub orizont. 
Venirea nopții (în ebraică: צאת הכוכבים - Tzeit Hakochavim) este sfârșitul tranziției de la ziua halahică la noaptea halahică.
Ținând cont de anotimpuri, perioada în care apusul și venirea nopții au loc cel mai devreme în București (România) și Chișinău (Moldova) este după ora 16:00/17:00 (ora oficială), iar perioada în care apusul și venirea nopții au loc cel mai târziu în București și Chișinău este după ora 21:00 (ora de vară). 
| Apus  | Apus (calendar ebraic) | Apus (calendar gregorian) | Venirea nopții | Venirea nopții (calendar ebraic) | Venirea nopții (calendar gregorian) | Ocurență                                                                          |
| ----- | ---------------------- | ------------------------- | -------------- | -------------------------------- | ----------------------------------- | --------------------------------------------------------------------------------- |
| 16:29 | Kislev și/sau Tevet    | 4 decembrie–16 decembrie  | 17:03          | Kislev și/sau Tevet              | 6 decembrie–12 decembrie            | Perioada din an în care au loc cel mai devreme Șkiat Hachama și Tzeit Hakochavim. |
| 21:12 | Sivan și/sau Tammuz    | 19 iunie–3 iulie          | 21:51          | Sivan și/sau Tammuz              | 19 iunie– 1 iulie                   | Perioada din an în care au loc cel mai târziu Șkiat Hachama și Tzeit Hakochavim.  |

| Apus  | Apus (calendar ebraic) | Apus (calendar gregorian) | Venirea nopții | Venirea nopții (calendar ebraic) | Venirea nopții (calendar gregorian) | Ocurență                                                                          |
| ----- | ---------------------- | ------------------------- | -------------- | -------------------------------- | ----------------------------------- | --------------------------------------------------------------------------------- |
| 16:15 | Kislev și/sau Tevet    | 8 decembrie–12 decembrie  | 16:51          | Kislev și/sau Tevet              | 2 decembrie–16 decembrie            | Perioada din an în care au loc cel mai devreme Șkiat Hachama și Tzeit Hakochavim. |
| 21:04 | Sivan și/sau Tammuz    | 21 iunie–30 iunie         | 21:44          | Sivan și/sau Tammuz              | 22 iunie–28 iunie                   | Perioada din an în care au loc cel mai târziu Șkiat Hachama și Tzeit Hakochavim.  |

### Birkat Hachama
„Binecuvântarea soarelui” (în ebraică: ברכת החמה, Birkat Hachama) este o binecuvântare evreiască care se rostește o dată la 28 de ani, atunci când – conform calendarului evreiesc și calculelor tradiționale – soarele revine în aceeași poziție în care se afla în momentul creării lumii, în prima dimineață de miercuri. Este un moment rar și solemn care îmbină astronomia, tradiția și spiritualitatea iudaică.
Ciclu solar (28 de ani):
- Al 204-lea ciclu: în zorii zilei de 14 Nisan 5685 (calendar evreiesc); în zorii zilei de 8 aprilie 1925 (calendar gregorian)
- Al 205-lea ciclu: în zorii zilei de 23 Nisan 5713 (calendar evreiesc); în zorii zilei de 8 aprilie 1953 (calendar gregorian)
- Al 206-lea ciclu: în zorii zilei de 4 Nisan 5741 (calendar evreiesc); în zorii zilei de 8 aprilie 1981 (calendar gregorian)
- Al 207-lea ciclu: în zorii zilei de 14 Nisan 5769 (calendar evreiesc); în zorii zilei de 8 aprilie 2009 (calendar gregorian)
- Al 208-lea ciclu: în zorii zilei de 23 Nisan 5797 (calendar evreiesc); în zorii zilei de 8 aprilie 2037 (calendar gregorian)
- Al 209-lea ciclu: în zorii zilei de 2 Nisan 5825 (calendar evreiesc); în zorii zilei de 8 aprilie 2065 (calendar gregorian)
- Al 210-lea ciclu: în zorii zilei de 12 Nisan 5853 (calendar evreiesc); în zorii zilei de 8 aprilie 2093 (calendar gregorian)